# Tovuz (distrikt)
Tovuz Rayonu är ett distrikt i Azerbajdzjan. Det ligger i den västra delen av landet, 400 km väster om huvudstaden Baku. Antalet invånare är 149 760. Arean är 1 942 kvadratkilometer.
Terrängen i Tovuz Rayonu är kuperad åt nordost, men åt sydväst är den bergig.
Följande samhällen finns i Tovuz Rayonu:
- Qovlar
- Tovuz
- Ashagy-Ayyply
- Ash-Kushchu
- Ashagy Oksyuzlyu
- Dyuzkyrykly
- Yukhary Oysyuzlyu
- Bozalqanlı
- İbrahimhacılı
- Denyuk-Kurukhly
- Alakol
- Dondar Quşçu
- Çatax
- Qaraxanlı
- Alimardanly
- Xatınlı
- Beyuk-Kyshlag
- Düz Cırdaxan
- Alibeyli
- Bayramlı
- Yanıqlı
- Alagel-Myulkyulyu
- Asrikdzhyrdakhan
- Gyaribli
- Dzhelilli
- Girzan
- Azaplı
- Kegna-Kala
- Çobansığnaq
- Cilovdarlı
- Vahidli
- Isakend
- Akhmedabad
- Gasanli
- Mülkülü
- Ağbaşlar
- Chirkinli
- Qaradaş
- Qazqulu
- Kiren
- Sarıtala
- Baqqallı
- Qalaboyun
- Gyazabakhan
- Ağaçqala
- Ağbulaq
- Qaralar
- Mollaayrım
- Koxanəbi
- Saladınlı

Trakten runt Tovuz Rayonu består till största delen av jordbruksmark. Runt Tovuz Rayonu är det ganska tätbefolkat, med 86 invånare per kvadratkilometer.